# Chiara Leone (tiratrice)
Chiara Leone (Frick, 15 giugno 1998) è una tiratrice a segno svizzera.
Il 2 agosto 2024 si è laureata campionessa olimpica nella Carabina 50 metri 3 posizioni a Parigi 2024 stabilendo il nuovo record olimpico della specialità di 464,4 punti. Ha origini aversane.

## Palmarès
- Giochi olimpici

Parigi 2024: oro nella Carabina 50 metri 3 posizioni
- Campionati mondiali di tiro

Baku 2023: oro nella carabina 50 metri a terra e nella carabina 50 metri a terra a squadre miste.
- Giochi europei

Cracovia 2023: oro nella carabina 10 metri aria compressa a squadre e argento nella carabina 50 metri 3 posizioni a squadre.
- Campionati europei di tiro

Varsavia 2022: bronzo nella carabina 50 metri a terra a squadre miste.
Osijek 2024: oro nella carabina 50 metri 3 posizioni e nella carabina 50 metri 3 posizioni a squadre.
- Campionati europei di tiro da 10 metri

Hamar 2022: bronzo nella carabina 10 metri aria compressa a squadre miste.